# Liste der Kulturdenkmäler in Osterspai
In der Liste der Kulturdenkmäler in Osterspai sind alle Kulturdenkmäler der rheinland-pfälzischen Ortsgemeinde Osterspai aufgeführt. Grundlage ist die Denkmalliste des Landes Rheinland-Pfalz (Stand: 8. Dezember 2023).

## Denkmalzonen
| Bezeichnung                               | Lage | Baujahr                        | Beschreibung | Bild                           |
| ----------------------------------------- | --- | ------------------------------ | --- | ------------------------------ |
| Denkmalzone Ortskern                      | Hauptstraße 4–14 und 18–22 (gerade Nummern), 7, 9 (nur vordere Haushälfte), 11 und 15–33 (ungerade Nummern), Lederstraße 2–10 (gerade Nummern), Kirchstraße 1–19 (ungerade Nummern) und 2–14 (gerade Nummern), Breitestraße 2, Elligstraße 1–3, Rheinuferstraße 6, Schnatzenstraße 1–3 Lage | 16. bis frühes 20. Jahrhundert | östlicher Teil der historischen Ortslage mit der am Ortsrand gelegenen Pfarrkirche und dicht gereihten, trauf- und giebelständigen Wohnhäusern des 16. bis frühen 20. Jahrhunderts, teilweise im verputzten Erscheinungsbild des 19. Jahrhunderts oder modern verkleidet | weitere Bilder Fotos hochladen |
| Denkmalzone Hauptstraße/Steinreuschstraße | Hauptstraße 51–65 (ungerade Nummern), Steinreuschstraße 1–8 (alle Nummern), Bahnhofstraße 22 Lage |                                | weitgehend ungestört erhaltenes historische Straßenbild in dem westlich an die Wasserburg anschließenden Abschnitt der Haupt- und der Steinreuschstraße als charakteristische Nebengasse                                                                                 | weitere Bilder Fotos hochladen |
| Denkmalzone Jüdischer Friedhof            | südöstlich oberhalb des Ortes Lage | 19. Jahrhundert                | umfriedetes, rechteckiges Areal, wohl im 19. Jahrhundert angelegt; vier Grabsteine von 1917 bis 1922 | weitere Bilder Fotos hochladen |
| Denkmalzone Schloss und Hof Liebeneck     | südlich des Ortes Lage | um 1700                        | Walmdachbau mit Rundturm, um 1700, 1873 historisierend überformt und erweitert; Hofgut, 18. und 19. Jahrhundert; spätklassizistisches Pächterhaus, 1849; Mansarddachbau, 18. Jahrhundert; ehemaliger Schlossfriedhof, Grabsteine ab 1887                                 | Fotos hochladen                |

## Einzeldenkmäler
| Bezeichnung                        | Lage                                      | Baujahr                         | Beschreibung | Bild                           |
| ---------------------------------- | ----------------------------------------- | ------------------------------- | --- | ------------------------------ |
| Wohnhaus                           | Breitenstraße 18 Lage                     | 1660                            | Fachwerkhaus, teilweise verputzt und verschiefert, bezeichnet 1660 | BW                             |
| Wohnhaus                           | Hauptstraße 4 Lage                        | 18. Jahrhundert                 | Fachwerkhaus, Mansarddach, 18. Jahrhundert | Fotos hochladen                |
| Rathaus                            | Hauptstraße 7 Lage                        | 1619                            | Fachwerkbau, teilweise massiv, 1619 | Fotos hochladen                |
| Wohnhaus                           | Hauptstraße 12 Lage                       | 18. Jahrhundert                 | Fachwerkhaus, teilweise verschiefert, 18. Jahrhundert | weitere Bilder Fotos hochladen |
| Wohnhaus                           | Hauptstraße 17 Lage                       | 17. oder 18. Jahrhundert        | verputztes Fachwerkhaus, wohl aus dem 17. oder 18. Jahrhundert | Fotos hochladen                |
| Wohnhaus                           | Hauptstraße 18 Lage                       | 1739                            | Fachwerkhaus, Mansarddach, bezeichnet 1739 | weitere Bilder Fotos hochladen |
| Wegekapelle                        | Hauptstraße, neben Nr. 39 Lage            |                                 | Putzbau | Fotos hochladen                |
| Wohnhaus                           | Hauptstraße 42 Lage                       | 17. oder 18. Jahrhundert        | verputztes Fachwerkhaus, wohl aus dem 17. oder 18. Jahrhundert | weitere Bilder Fotos hochladen |
| Wohnhaus                           | Hauptstraße 50 Lage                       | 1731                            | Fachwerkhaus, angeblich von 1731 | weitere Bilder Fotos hochladen |
| Wohnhaus                           | Hauptstraße 52 Lage                       | 17. oder 18. Jahrhundert        | Fachwerkhaus, teilweise massiv, verkleidet, wohl aus dem 17. oder 18. Jahrhundert | weitere Bilder Fotos hochladen |
| Wohnhaus                           | Hauptstraße 63 Lage                       | 18. Jahrhundert                 | Fachwerkhaus auf hohem Kellersockel, teilweise massiv, 18. Jahrhundert | weitere Bilder Fotos hochladen |
| Wohnhaus                           | Hauptstraße 65 Lage                       | 18. Jahrhundert                 | Fachwerkhaus, 18. Jahrhundert | weitere Bilder Fotos hochladen |
| Katholisches Pfarramt              | Kirchstraße 2 Lage                        | 1629                            | ehemaliger Pfarrhof; Fachwerkhaus, teilweise verputzt, bezeichnet 1629, Allianzwappen des Johann Philipp Boos von Waldeck, Fachwerkanbau, teilweise massiv, 18. oder 19. Jahrhundert            | Fotos hochladen                |
| Katholische Pfarrkirche St. Martin | Kirchstraße 4 Lage                        | ab dem 12. Jahrhundert          | Westturm, 12. Jahrhundert und 1837/38, Schiff 1778/79, 1954/55 erweitert; Gesamtanlage mit ehemaligem Pfarrhof, 1629 (Kirchstraße 2), Wirtschaftsgebäude, Pfarrhaus (Elligstraße 5), um 1920/30 | weitere Bilder Fotos hochladen |
| Wohnhaus                           | Kirchstraße 10 Lage                       | 18. Jahrhundert                 | Wohnhaus, teilweise massiv und verschiefert, Zierfachwerk des 18. Jahrhunderts, im 19. Jahrhundert erweitert                                                                                    | Fotos hochladen                |
| Wohnhaus                           | Kirchstraße 11 Lage                       |                                 | Fachwerkhaus, teilweise massiv | Fotos hochladen                |
| Wohnhaus                           | Kirchstraße 13 Lage                       | 15. oder frühes 16. Jahrhundert | Teil eines spätmittelalterlichen Wohnhauses, teilweise massiv, Fachwerk, 15. oder frühes 16. Jahrhundert                                                                                        | weitere Bilder Fotos hochladen |
| Wohnhaus                           | Kirchstraße 19 Lage                       | 18. Jahrhundert                 | Fachwerkhaus, teilweise massiv, 18. Jahrhundert | Fotos hochladen                |
| Wohnhaus                           | Lederstraße 8 Lage                        | 1844                            | Mansarddachbau, bezeichnet 1844 | weitere Bilder Fotos hochladen |
| Wohnhaus                           | Lindenstraße 1 Lage                       | 17. oder 18. Jahrhundert        | langgestrecktes Fachwerkhaus, teilweise massiv, verputzt und modern verkleidet, wohl aus dem 17. oder 18. Jahrhundert                                                                           | weitere Bilder Fotos hochladen |
| Wohnhaus                           | Rheinuferstraße 6 Lage                    | 18. Jahrhundert                 | Fachwerkhaus, 18. Jahrhundert | Fotos hochladen                |
| Burg Osterspai                     | Rheinuferstraße 11/11a Lage               | 14. Jahrhundert                 | ehemalige Wasserburg; viergeschossiger Wohnturm, 14. Jahrhundert, Fachwerkanbau, 1910, spätromanische Doppelkapelle, Wirtschaftsgebäude, Wohnhaus (Probststraße 3)                              | weitere Bilder Fotos hochladen |
| Haus Snats                         | Schnatzenstraße 3 Lage                    | 1579                            | stattliches Fachwerkhaus, 1579, rückwärtiger Fachwerkanbau, 18. Jahrhundert | weitere Bilder Fotos hochladen |
| Wohnhaus                           | Schnatzenstraße 9 Lage                    | 15. oder frühes 16. Jahrhundert | Fachwerkhaus, teilweise massiv, 15. oder frühes 16. Jahrhundert, rückwärtig Fachwerkquerbau, 18. Jahrhundert                                                                                    | Fotos hochladen                |
| Wegekapelle                        | östlich des Ortes beim Hof Dachsborn Lage |                                 | massiver Putzbau | BW                             |
| Hof Neuborn                        | östlich des Ortes an der L 334 Lage       | 1802                            | Fachwerkhaus, teilweise massiv, verputzt und verkleidet, 1802 | BW                             |